# Natalino Sapegno
Natalino Sapegno (Aosta, 10 novembre 1901 – Roma, 11 aprile 1990) è stato un critico letterario, storico della letteratura e italianista italiano, tra i maggiori studiosi del Trecento letterario italiano.

## Biografia
Figlio di Giuseppe Maria e di Albertine Louise Viora, nacque ad Aosta, città della famiglia materna (quella paterna era invece del Canavese). Trascorse l'infanzia a Torino, dove frequentò le scuole fino al ginnasio. Suo compagno di studi in questi anni fu Carlo Levi, che gli rimase amico per tutta la vita.
Nel 1916 fu affidato ai nonni materni con la sorella maggiore Giuliana e tornò ad Aosta, dove studiò al liceo classico "Principe di Napoli" per uscirne diplomato con un anno di anticipo. Nel 1918, indeciso se iscriversi a matematica o a lettere, optò per quest'ultimo corso di laurea all'Università di Torino. Nello stesso anno, in occasione di un concorso per una borsa di studio, conobbe Piero Gobetti, di cui fu amico, e del cui periodico, La Rivoluzione liberale, divenne sostenitore. Nel 1919 morì il padre (allora ricopriva la carica di segretario capo dell'Intendenza di Finanza di Torino), lasciando la famiglia in difficoltà finanziarie.  

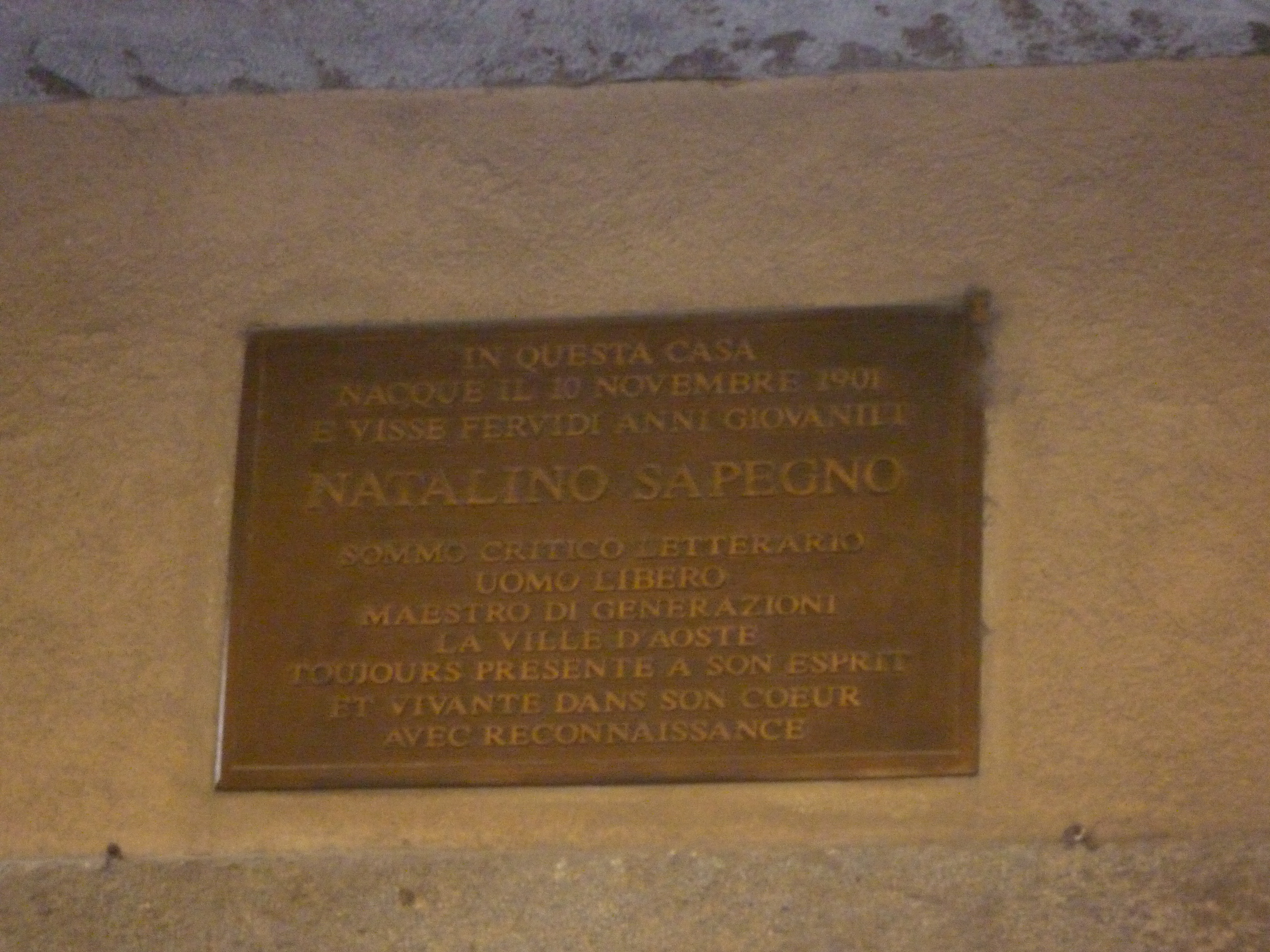
Targa commemorativa dedicata a Natalino Sapegno, via Porta Pretoria a Aosta.

Diplomatosi al Liceo classico di Aosta (allora denominato "Principe di Napoli"), in compagnia di illustri personaggi quali Federico Chabod, si laureò a Torino il 10 luglio 1922 con una tesi su Jacopone da Todi, relatore Vittorio Cian. Il lavoro, da cui derivarono due pubblicazioni, fu rivisto e dato alle stampe nel 1926.
Nel 1924 si trasferì a Ferrara, dove insegnò per alcuni anni materie letterarie in istituti medi superiori.
Si dedicò in quel periodo particolarmente allo studio della letteratura italiana del Trecento, scrivendo il suo testo forse più noto: Il Trecento.
Dopo aver tenuto corsi negli Atenei di Bologna e Padova, fu chiamato nel 1936 all'Università degli Studi di Palermo e, l'anno successivo, alla Sapienza - Università di Roma, dove con il forte appoggio governativo del Ministro Bottai ebbe la cattedra lasciata da Vittorio Rossi, che tenne fino al 1976: furono suoi allievi, tra i tanti, Cesare Garboli, Nicola Tanda, Vittorio Sermonti e Alberto Asor Rosa.
Al termine della seconda guerra mondiale, pur non rinnegando il punto di partenza crociano, si accostò al pensiero di Gramsci, pervenendo nelle sue opere a un'originale fusione tra storicismo e marxismo.
Nel 1954 fu nominato accademico dei Lincei. Fece inoltre parte dell'Accademia dell'Arcadia, della Società Filologica Romana, della Societé Européenne de Culture, del Pen Club della Comunità Europea degli Scrittori.
Sono molte le sue voci nell’Enciclopedia Italiana Treccani. Diresse con Emilio Cecchi la Storia della letteratura italiana, pubblicata dall'editore Garzanti in nove volumi negli anni 1965-1969.
Fu infine medaglia d'oro per i benemeriti delle scienze e della cultura, e presidente della giuria del Premio Viareggio.
A lui sono intitolati la Fondazione Centro di studi storico-letterari Natalino Sapegno con sede a Morgex, nella medievale Tour de l'Archet.
Si sposò due volte ed ebbe due figli.

## Controversie
- È considerato tra i principali responsabili della bocciatura concorsuale di Giacomo Debenedetti, uno dei più noti "scandali" della storia dell'accademia italiana [9].

## Omaggi
- Gli sono state intitolate vie a Roma, Cesena, Castelvetrano.

## Opere
- Frate Jacopone, Torino, Baretti, 1926.
- Il Trecento, Milano, Vallardi, 1934.
- Compendio di Storia della Letteratura Italiana, 3 voll., Firenze, la Nuova Italia, 1936 (vol. 1), 1941 (vol. 2), 1947 (vol. 3).
- Poeti minori del Trecento, Milano-Napoli, Ricciardi, 1952.
- Commento alla Divina Commedia, 3 voll., Firenze, La Nuova Italia, 1955–57.
- Pagine di storia letteraria, Palermo, Manfredi, 1960 (poi Firenze, la Nuova Italia, 1986).
- Ritratto di Manzoni ed altri saggi, Bari, Laterza, 1961.
- Storia letteraria del Trecento, Milano-Napoli, Ricciardi, 1963.
- Storia della letteratura italiana (in collaborazione con Emilio Cecchi), 9 voll., Milano, Garzanti, 1965–69.
- Pagine disperse, Roma, Bulzoni, 1979.